# Abrochia julumito
Abrochia julumito är en fjärilsart som beskrevs av Paul Dognin 1898. Abrochia julumito ingår i släktet Abrochia och familjen björnspinnare. Inga underarter finns listade i Catalogue of Life.